# Le Piccole Ore
Le Piccole Ore sono un gruppo italiano di musica pop e leggera formatosi negli anni settanta.

## Storia del gruppo
La formazione, originaria della provincia di Bergamo, comprendeva  Mino (voce e percussioni) e Toti Spallino (voce e tastiere), Alex Taramelli (chitarra e basso), Arturo Sfondrini (chitarra) e Gigi Carminati (batteria).
I loro maggiori successi sono  Voglio amarti così (rielaborazione  del brano sudamericano Solamente una vez), Dicitencello vuje, Bambina mia (cover italiana del brano sudamericano Cielito lindo) e Scommettiamo?, sigla finale della seconda edizione dell'omonimo gioco a quiz presentato da Mike Bongiorno.

## Discografia

### 33 giri
- 1977 - Voglio amarti così (Fonit Cetra, LPX 51)
- 1977 - Le Piccole Ore (Fonit Cetra, LPX 71)
- 1980 - Le Piccole Ore (Fonit Cetra, PL 405)
- 1988 - Solo per te Lucia (Vedette, MLP 5564)

### CD
- 1988 - Una storia vera (Replay Music, RMCD 4124)
- 2001 - Notte magica (IT-WHY)

### 45 giri
- 1976 - Voglio amarti così/Tre volte bella (Fonit Cetra, SP 1619)
- 1977 - Bambina mia/Amor ritornerò (Fonit Cetra, SP 1649)
- 1977 - Scommettiamo?/Io ti lascio, Maria (Fonit Cetra, SP 1672)
- 1978 - Donna insieme a me/Sognando e non di te (Fonit Cetra, SP 1690)
- 1978 - La tua ombra/Peccatore (Phonorex, MS 404)
- 1979 - Una storia vera/Una vita in due (Fonit Cetra, SP 1718)
- 1980 - Spalanca la porta/Una storia vera (Fonit Cetra)